# Əlirzalı
Əlirzalı è un comune dell'Azerbaigian situato nel distretto di Goranboy.